# Niedokończony sen
Niedokończony sen – album studyjny polskiej grupy rockowej Exodus, wydany nakładem Gad Records w dniu 6 grudnia 2024. Zawiera nagrania z lat 1977 do 1979 i jest to komplet zachowanych nagrań Exodusu z pierwszych lat działalności zespołu. Utwory 1–4 pochodzą z sesji demo, 5–6 z singla Tonpressu (S-109), 7–10 z sesji Polskiego Radia w Katowicach, w tym 9–10 wydane na singlu Tonpressu (S-241).

## Lista utworów
Źródło:.
1. „Nadzieje, niepokoje” (muz. Andrzej Puczyński, Władysław Komendarek; sł. Andrzej Puczyński) – 16:08
2. „Powiedz mi różo” (muz. Andrzej Puczyński, Władysław Komendarek; sł. Tadeusz Śliwiak) – 6:53
3. „Oda do nadziei” (muz. Andrzej Puczyński, Władysław Komendarek; sł. Andrzej Puczyński) – 15:04
4. „Gonitwa myśli” (muz. Zbigniew Fyk) – 13:05
5. „Uspokojenie wieczorne” (muz. Paweł Birula; sł. Wojciech Sodoś) – 4:30
6. „To, co pamiętam” (muz. i sł. Andrzej Puczyński) – 4:38
7. „Pieśń na drogę” (muz. i sł. Andrzej Puczyński) – 4:54
8. „Wspinaczka” (muz. Andrzej Puczyński) – 4:28
9. „Dotyk szczęścia” (muz. Władysław Komendarek) – 4:19
10. „Niedokończony sen” (muz. Paweł Birula; sł. Wojciech Sodoś) – 5:22

## Twórcy
Źródło:.
- Paweł Birula – śpiew, gitara akustyczna
- Andrzej Puczyński – gitara, wokale
- Władysław Komendarek – instrumenty klawiszowe
- Wojciech Puczyński – gitara basowa
- Zbigniew Fyk – perkusja